# Jerzego
Jerzego Maddison, 2014 è un genere di ragni appartenente alla famiglia Salticidae.

## Distribuzione
Le quattro specie sono diffuse in Indonesia (Sumatra e Borneo), in India e Sri Lanka.

## Tassonomia
Per la descrizione delle caratteristiche di questo genere sono stati esaminati gli esemplari tipo di J. corticicola Maddison, 2014.
Non sono stati esaminati esemplari di questo genere dal 2019.
Attualmente, a gennaio 2022, si compone di 4 specie:
- Jerzego alboguttatus (Simon, 1903) — Indonesia (Sumatra, Borneo)
- Jerzego bipartitus (Simon, 1903) — India, Sri Lanka
- Jerzego corticicola Maddison, 2014[2] — Borneo
- Jerzego sunillimaye Sanap, Caleb & Joglekar, 2019 — India